# Чёрная Лобань
Чёрная Лобань — река в России, протекает в Богородском районе Кировской области. Сливаясь с Белой Лобанью (Чёрная Лобань — левая составляющая) образует реку Лобань. Длина реки составляет 33 км, площадь водосборного бассейна 186 км².
Исток реки в урочище Шишово в 7 км к северо-востоку от посёлка Богородское. Река течёт на юго-запад, русло сильно извилистое, населённых пунктов на берегах нет. Притоки — Вогулка, Берёзовка (левые); Шалаевка, Чумовочка (правые).

## Данные водного реестра
По данным государственного водного реестра России относится к Камскому бассейновому округу, водохозяйственный участок реки — Вятка от водомерного поста посёлка городского типа Аркуль до города Вятские Поляны, речной подбассейн реки — Вятка. Речной бассейн реки — Кама.
По данным геоинформационной системы водохозяйственного районирования территории РФ, подготовленной Федеральным агентством водных ресурсов:
- Код водного объекта в государственном водном реестре — 10010300512111100039719
- Код по гидрологической изученности (ГИ) — 111103971
- Код бассейна — 10.01.03.005
- Номер тома по ГИ — 11
- Выпуск по ГИ — 1